# Olej arachidowy

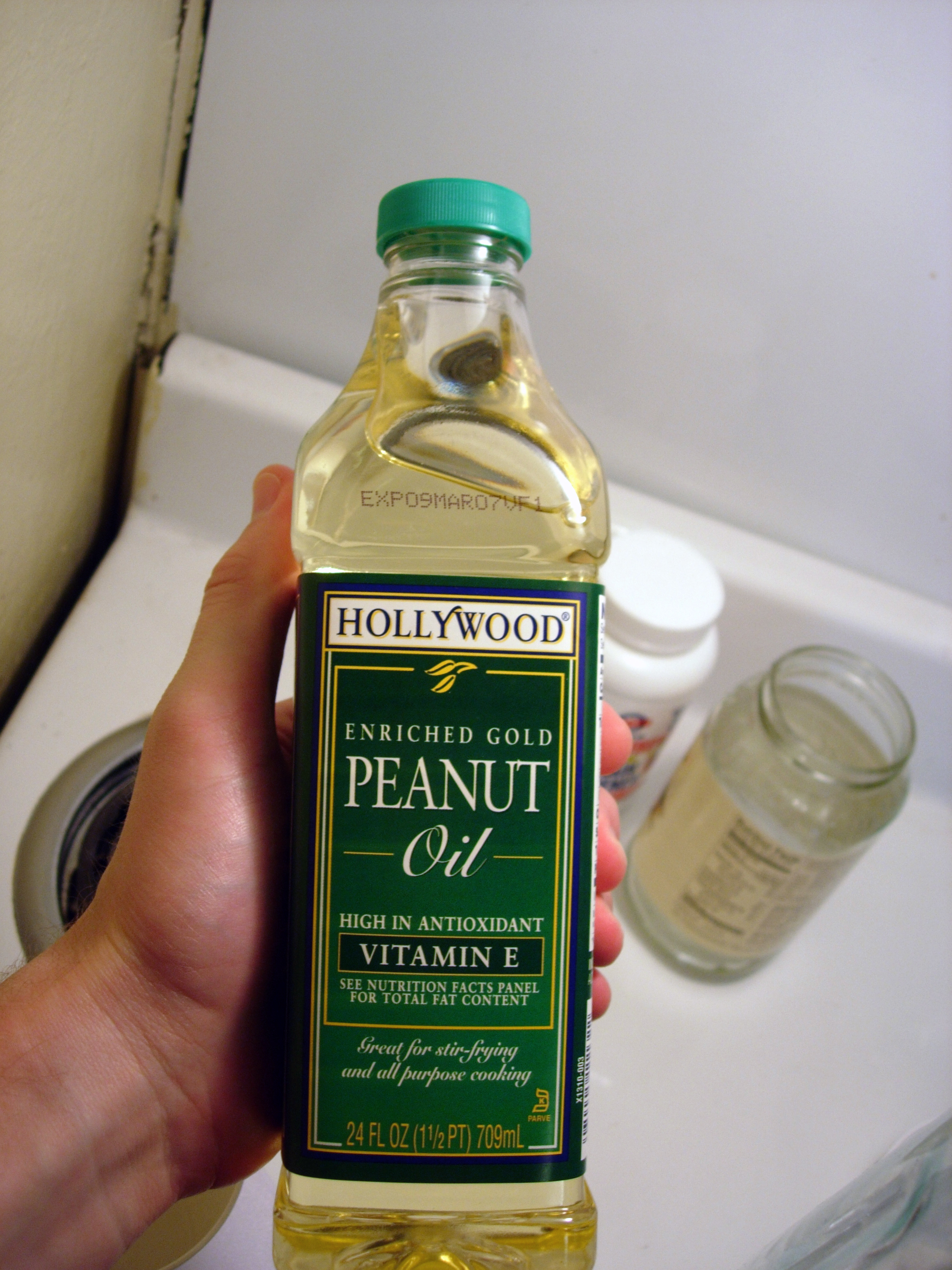
Butelka z olejem arachidowym

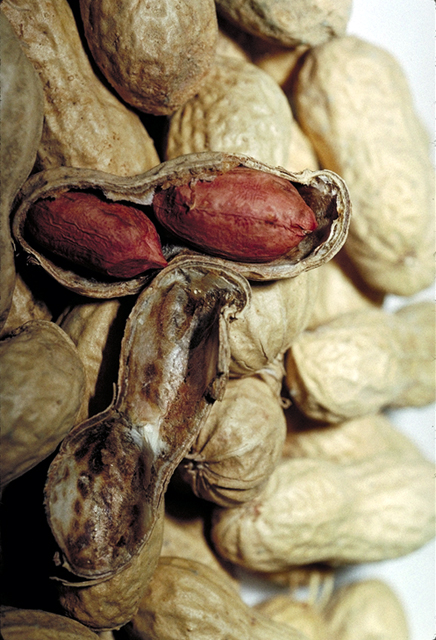
Orzechy arachidowe

Olej arachidowy, olej z orzeszków ziemnych – olej roślinny otrzymywany z nasion orzachy podziemnej. W postaci tłoczonej na zimno jest przejrzystym, żółtym olejem o intensywnym, orzechowym smaku i zapachu. Rafinowany olej nie ma prawie w ogóle zapachu.
PochodzenieStany Zjednoczone, Chiny, Indie, zachodnia i północna Afryka.
Skład13–45% kwasu linolowego, 36–72% kwasu olejowego, 6–16% kwasu palmitynowego, 1–7% kwasu stearynowego, 1–3% kwasu arachidowego, 2–5% kwasu behenowego, 1–3% kwasu lignocerynowego, bogaty w witaminy i składniki mineralne.
KategoriaOlej półschnący.
TrwałośćPo otwarciu butelki od 4 do 6 miesięcy.
Wytrzymałość na temperaturyOdporny na ciepło.
ZastosowanieStosowany w przemyśle kosmetycznym jako czysty olejek do ciała lub do masażu, jako dodatek do kosmetyków, olejków do kąpieli, w maskach do włosów przy łupieżu. Mimo że jest olejem półschnącym, zalecany jest do smarowania suchej skóry, skłonnej do łuszczenia się, a także przy egzemie (działa na skórę zmiękczająco). Używany jest w kuchni azjatyckiej. Do celów kulinarnych można go zastąpić oliwą. Przez zmieszanie w proporcji 1:2 z innym olejem roślinnym da się zredukować jego „ciężkość”.
Na początku XX wieku olej arachidowy był wykorzystywany do zasilania pierwszych silników Diesla.